# ديميتريوس الفالرومي

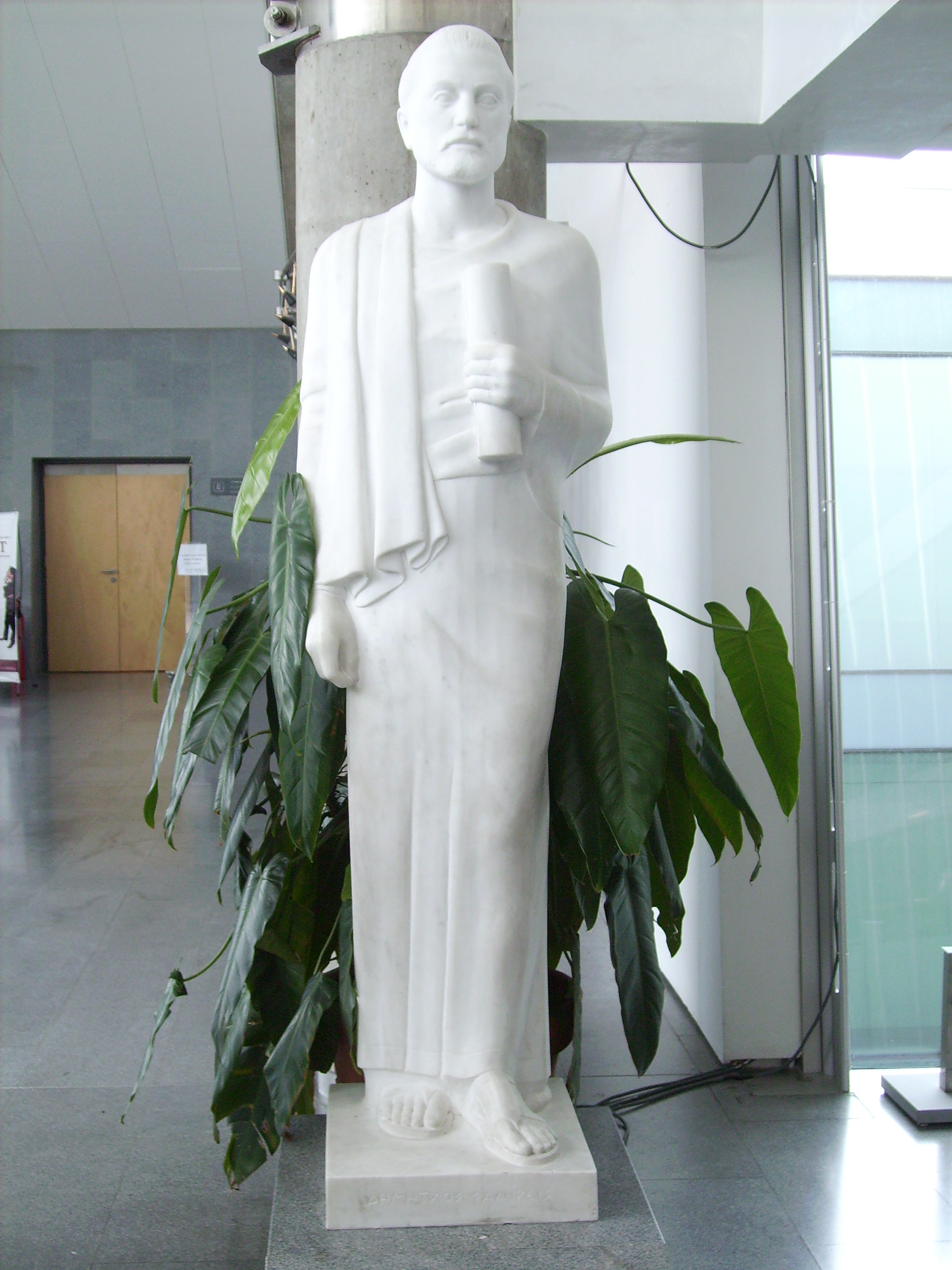
تمثال ديميتريوس عند مدخل مكتبة الإسكندرية

ديميتريوس الفالرومي (يُسمي أيضاُ ديميتريوس الفاليروني أو ديميتريوس فاليروس، Δημήτριος ὁ Φαληρεύς، حوالي 350 – حوالي 280 ق.م ) كان خطيبًا أثينيًا أصلاً من فالروم (Phalerum)، وهو تلميذ ثاوفرسطس، وربما أرسطو نفسه، وأحد أوائل المشائين. كان ديميتريوس رجل دولة مميز تم تعيينه من قبل الملك المقدوني، كاسندر، لحكم أثينا، حيث حكم كحاكم وحيد لمدة عشر سنوات، وقدم إصلاحات مهمة للنظام القانوني مع الحفاظ على حكم القلة الموالية لكاساندر. ونفى من قبل أعدائه في 307 ق.م، وذهب أولا إلى ثيفا، ثم بعد 297 ق.م، إلى محكمة الإسكندرية. كتب على نطاق واسع في مواضيع التاريخ والبلاغة والنقد الأدبي. لا ينبغي الخلط بينه وبين حفيده، الذي يدعى أيضا ديمتريوس الفالرومي، الذي ربما كان بمثابة الوصي على أثينا بين 262 و 255، نيابة عن الملك المقدوني أنتجيونس جيانتيس.

## لمزيد من الإطلاع
- Fortenbaugh, W., Schütrumpf, Eckart  [لغات أخرى]‏, (2000), Demetrius of Phalerum: Text Translation and Discussion. Rutgers University Studies in Classical Humanities IX. Transaction Publishers, New Brunswick, NJ. (ردمك 0-7658-0017-9)

## روابط خارجية
- ديميتريوس الفالرومي على موقع الموسوعة البريطانية (الإنجليزية)
- The Rediscovery of the Corpus Aristotelicum on the role of Demetrius in the constitution of the Corpus Aristotelicum
- Demetrius on style, W. Rhys Roberts (ed.), Cambridge, at the University press, 1902.
- Typi epistolares in Epistolographi graeci, R. Hercher (ed.), Parisiis, editore Ambrosio Firmin Didot, 1873, pp. 1-6.